# بالمویل (نیویورک)
بالمویل (به انگلیسی: Balmville) یک منطقهٔ مسکونی در ایالات متحده آمریکا است که در شهرستان اورنج، نیویورک واقع شده‌است. بالمویل ۵٫۵ کیلومتر مربع مساحت و ۳٬۱۷۸ نفر جمعیت دارد و ۶۶ متر بالاتر از سطح دریا واقع شده‌است.